# Vaiaku Lagi Hotel

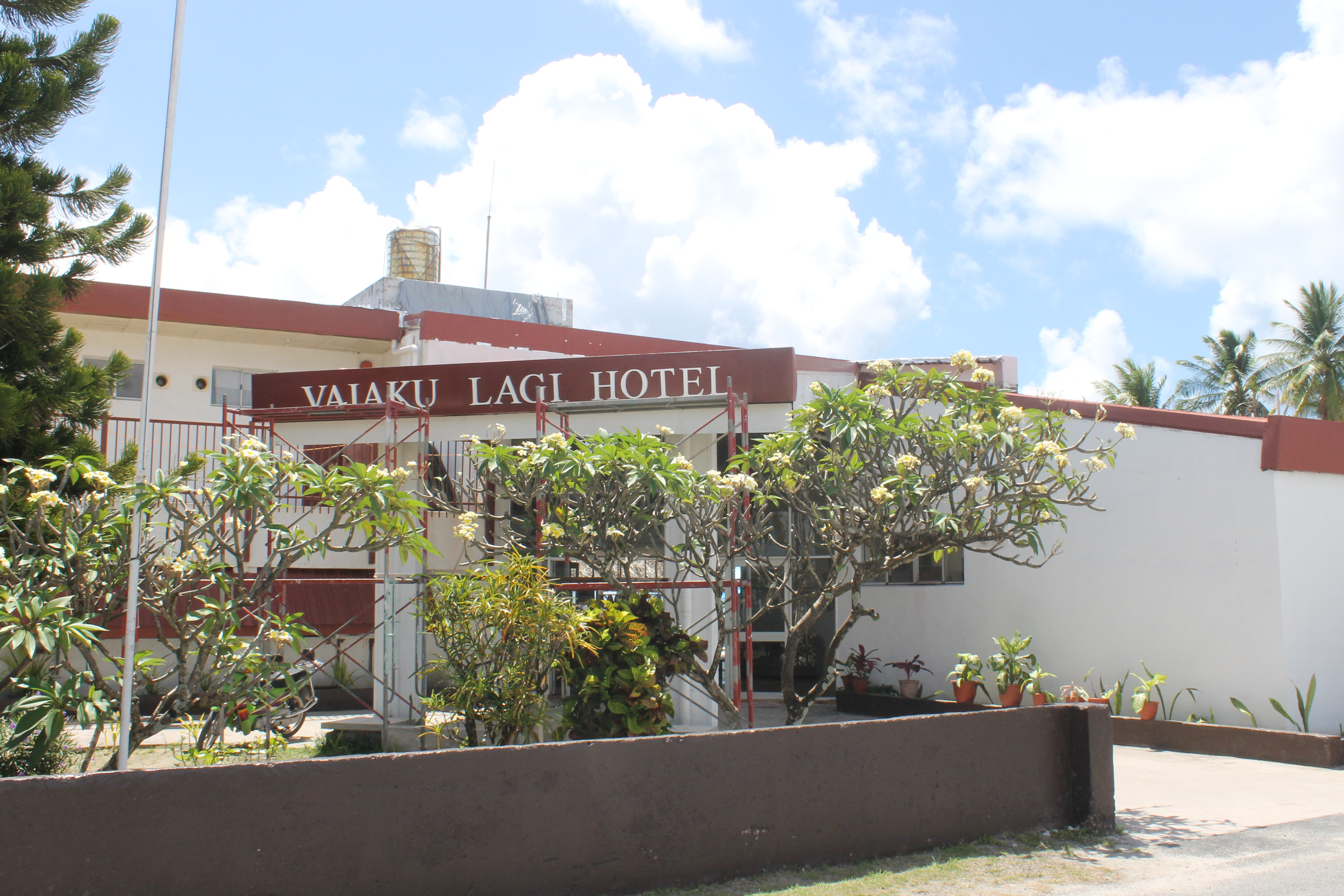
Vaiaku Lagi Hotel

Het door de Tuvaluaanse overheid uitgebate Vaiaku Lagi Hotel (ook Vaiaku Langi Hotel) te Fongafale (Funafuti) is een klein hotel, het enige van de Oceanische eilandnatie Tuvalu. Het hotel is gelegen in Vaiaku, de grootste wijk van het dorp.
Het hotel heeft zestien kamers die alle uitzicht hebben op de lagune Te Namo.  